# Vera Lindstrøm
Vera Lindstrøm, född Beyer 7 augusti 1882 i Malmö, död 13 augusti 1946, var en dansk skådespelare. Hon var gift med skådespelaren Viggo Lindstrøm.
Lindstrøm studerade vid Det Kongelige Teaters elevskole i Köpenhamn. Hon drog sig tillbaka från teaterscenen 1908, då hennes man blev teaterchef för Det Ny Teater. 
Hon hade roller i ett tiotal stumfilmer och några ljudfilmer.

## Filmografi (urval)
- 1912 – En frygtelig fejltagelse
- 1914 – Flyverspionen
- 1941 – Tror du jeg er født i går?